# Sophie Nuglisch
Sophie Nuglisch (* 1997 in Berlin) ist eine deutsche Schriftstellerin, die sich vorwiegend mit feministischer Literatur befasst. Bisher hat sie im Piper Verlag, im SadWolf Verlag und im Wreaders Verlag veröffentlicht. Außerdem ist sie ehrenamtlich beim Mensaclub e.V. tätig.

## Werke (Auswahl)
- 2016: Die Hässlichen Roman (Piper Wundervoll) ISBN 978-3-492-50082-1
- 2018: Stockholm – Du entkommst ihm nicht (SadWolf Verlag) ISBN 978-3-946446-69-9
- 2019: Venus – Mein Name ist Stina (SadWolf Verlag) ISBN 978-3-96478-008-9
- 2019: Alles, was ich sagen will (Wreaders Verlag) ISBN 978-3-96733-010-6
- 2019: Siebzehnter Juni (Wreaders Verlag) ISBN 978-3-96733-012-0
- 2020: Amanda (SadWolf Verlag) ISBN 978-3-96478-020-1
- 2020: Du, das Licht (Wreaders Verlag) ISBN 978-3-96733-094-6
- 2021: So viel mehr als das (SadWolf Verlag), ISBN 978-3-96478-044-7
- 2022: Lou (SadWolf Verlag) ISBN 978-3-96478-067-6